# Nieriechta
Nieriechta (ros. Нерехта) – miasto środkowej części europejskiej Rosji, na terenie obwodu kostromskiego.
Nieriechta leży na terenie rejonu nieriechckiego, którego ośrodek administracyjny stanowi.
Miejscowość leży nad rzeką Nieriechta i liczy 25.352 mieszkańców (1 stycznia 2005 r.).
Nieriechta jest starym miastem - została założona w 1214 r., a prawa miejskie posiada od roku 1778.

## Zobacz też

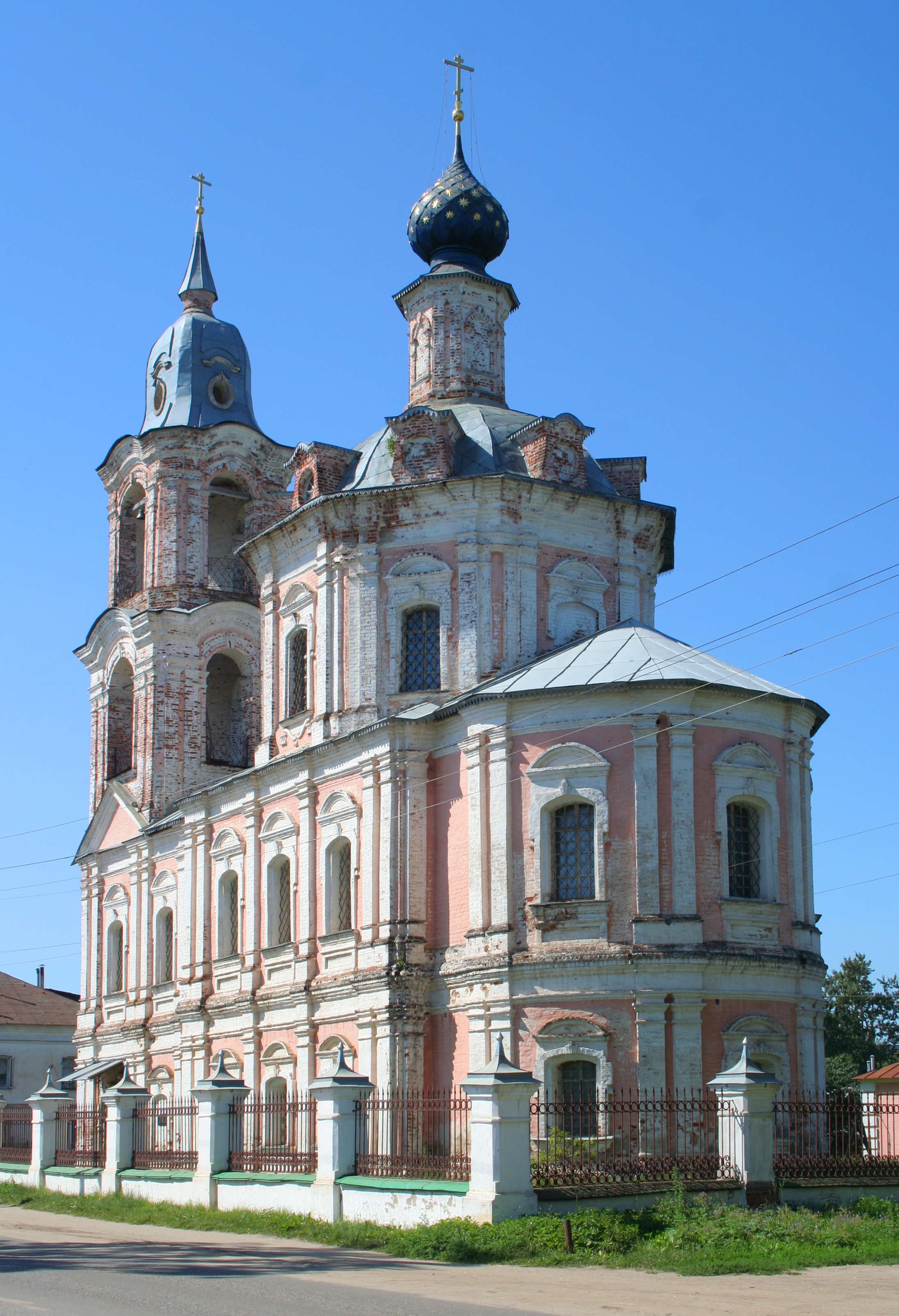
Cerkiew pw. Zmartwychwstania